# Bahnstrecke Lutherstadt Wittenberg–Straach
| Streckennummer (DB): | 6829                 |                                                         |                                                         |
| Kursbuchstrecke (DB): | 181a (1959)          |                                                         |                                                         |
| Kursbuchstrecke: | 153k (1934)          |                                                         |                                                         |
| Streckenlänge: | 10,2 km              |                                                         |                                                         |
| Spurweite: | 1435 mm (Normalspur) |                                                         |                                                         |
| Streckenklasse: | B2                   |                                                         |                                                         |
| |                      |                                                         |                                                         |
| \| \| \| von Węgliniec \| \| \| \| 0,0 \| Lutherstadt Wittenberg West früher Klein Wittenberg \| Lutherstadt Wittenberg West früher Klein Wittenberg \| \| \| \| nach Roßlau (Elbe) \| \| \| \| \| Verbindungskurve nach Lutherstadt Wittenberg-Piesteritz \| \| \| \| 0,2 \| Reinsdorfer Weg \| Reinsdorfer Weg \| \| \| 2,8 \| Anschluss Feldbinder Spezialfahrzeuge GmbH \| Anschluss Feldbinder Spezialfahrzeuge GmbH \| \| \| 3,5 \| Reinsdorf (b Lutherstadt Wittenberg) \| Reinsdorf (b Lutherstadt Wittenberg) \| \| \| 5,5 \| Braunsdorf \| Braunsdorf \| \| \| 5,7 \| Anschluss VEB (K) Leichtbaustoffe \| Anschluss VEB (K) Leichtbaustoffe \| \| \| 6,4 \| Reinsdorf-Braunsdorf \| Reinsdorf-Braunsdorf \| \| \| 8,0 \| Nudersdorf \| Nudersdorf \| \| \| 8,4 \| Anschluss Quarzsand GmbH Nudersdorf \| Anschluss Quarzsand GmbH Nudersdorf \| \| \| 8,6 \| Gießereisandwerk Nudersdorf \| Gießereisandwerk Nudersdorf \| \| \| 10,2 \| Straach \| Straach \| \| \| \| \| \| \| Quellen: [2][3][4] \| \| \| \| |                      |                                                         |                                                         |
| Strecke |                      | von Węgliniec                                           | von Węgliniec                                           |
| ehemaliger Bahnhof | 0,0                  | Lutherstadt Wittenberg West früher Klein Wittenberg     | Lutherstadt Wittenberg West früher Klein Wittenberg     |
| Abzweig geradeaus und nach links |                      | nach Roßlau (Elbe)                                      | nach Roßlau (Elbe)                                      |
| Abzweig geradeaus und ehemals von links |                      | Verbindungskurve nach Lutherstadt Wittenberg-Piesteritz | Verbindungskurve nach Lutherstadt Wittenberg-Piesteritz |
| ehemaliger Bahnhof | 0,2                  | Reinsdorfer Weg                                         | Reinsdorfer Weg                                         |
| Abzweig ehemals geradeaus und nach rechts | 2,8                  | Anschluss Feldbinder Spezialfahrzeuge GmbH              | Anschluss Feldbinder Spezialfahrzeuge GmbH              |
| Bahnhof (Strecke außer Betrieb) | 3,5                  | Reinsdorf (b Lutherstadt Wittenberg)                    | Reinsdorf (b Lutherstadt Wittenberg)                    |
| Bahnhof (Strecke außer Betrieb) | 5,5                  | Braunsdorf                                              | Braunsdorf                                              |
| Abzweig geradeaus und von links (Strecke außer Betrieb) | 5,7                  | Anschluss VEB (K) Leichtbaustoffe                       | Anschluss VEB (K) Leichtbaustoffe                       |
| Bahnhof (Strecke außer Betrieb) | 6,4                  | Reinsdorf-Braunsdorf                                    | Reinsdorf-Braunsdorf                                    |
| Bahnhof (Strecke außer Betrieb) | 8,0                  | Nudersdorf                                              | Nudersdorf                                              |
| Abzweig geradeaus und nach links (Strecke außer Betrieb) | 8,4                  | Anschluss Quarzsand GmbH Nudersdorf                     | Anschluss Quarzsand GmbH Nudersdorf                     |
| Haltepunkt / Haltestelle (Strecke außer Betrieb) | 8,6                  | Gießereisandwerk Nudersdorf                             | Gießereisandwerk Nudersdorf                             |
| Kopfbahnhof Streckenende (Strecke außer Betrieb) | 10,2                 | Straach                                                 | Straach                                                 |
| |                      |                                                         |                                                         |
| Quellen: |                      |                                                         |                                                         |

Die Bahnstrecke Lutherstadt Wittenberg–Straach ist eine eingleisige, bis auf ein kurzes Stück nicht elektrifizierte Nebenbahn in Sachsen-Anhalt, die Lutherstadt Wittenberg mit dem heutigen Stadtteil Straach verbindet. Sie ist heute zum größten Teil stillgelegt und wird nur noch auf einem kurzen Abschnitt als Anschlussbahn genutzt.

## Streckenverlauf
Die Nebenbahn zweigt im Bereich des heutigen Bahnhofs Wittenberg West von der Hauptstrecke Dessau–Falkenberg ab und verläuft in nördlicher Richtung weitgehend im Tal des Rischebaches. Nach Durchquerung der Stadtteile Reinsdorf und Braunsdorf endete die Strecke ursprünglich im Stadtteil Straach auf dem Areal eines landwirtschaftlichen Betriebes.

## Geschichte
Die Strecke wurde 1911 für den Personen- und Güterverkehr eröffnet.
Im Nahverkehr war die Strecke vor allem für Nudersdorf von großer Bedeutung. Der Ort war, ähnlich Zörnigall und Abtsdorf, als Arbeitersiedlung hauptsächlich für die Werktätigen des bei Wittenberg gelegenen WASAG-Sprengstoffwerkes konzipiert worden. Die Fabrik wurde 1935 durch eine Explosion zerstört. Nach Ende des Zweiten Weltkriegs verlor die Strecke für Pendler immer mehr an Bedeutung, so dass der Personenverkehr am 31. Mai 1959 eingestellt wurde. Anlässlich eines Streckenjubiläums befuhr am 14. Juli 1991 letztmals ein mit einer Dampflok bespannter Sonderzug die Trasse.
Im Güterverkehr hat die Strecke bis heute Bedeutung. Es befanden sich zwei bedeutende industrielle Anschließer an der Strecke. Einerseits das im Ortsteil Reinsdorf befindliche Werk für Spezialfahrzeuge der Firma Feldbinder, auf dem zu DDR-Zeiten ein agrochemischer Betrieb untergebracht war, und zum anderen die im Ortsteil Nudersdorf ansässige Quarzsand GmbH. Diese verfügte in der Vergangenheit zudem über ein werkseigenes Feldbahnnetz, um die Quarzsande aus den umliegenden Sandgruben zur Förderanlage zu transportieren. Die Feldbahnen wurden noch in den 1980er Jahren abgebaut und durch eine Förderbandanlage ersetzt.
Bis in die 1990er Jahre existierte zudem ein weiteres Anschlussgleis im Ortsteil Braunsdorf für ein Spanplattenwerk. Das Werk wurde in der Nachwendezeit geschlossen und abgerissen, wie auch das Stumpfgleis und die dazugehörige Weiche. Auf dem Gelände, das inzwischen infrastrukturell erschlossen wurde, befinden sich heute Einfamilienhäuser.

## Heutiger Zustand
Der Güterverkehr wurde am 31. Dezember 1994 zwischen Nudersdorf und Straach und am 31. März 1998 zwischen Lutherstadt Wittenberg West und Nudersdorf offiziell eingestellt, zum gleichen Datum wurde die ganze Strecke stillgelegt. Bis Reinsdorf wird sie aber noch als Bahnhofsgleis betrieben.
Die Feldbinder GmbH ist aktuell alleiniger Nutzer der Strecke und befördert über ihren Gleisanschluss fertiggestellte Güterwagen zum Abtransport auf die Hauptstrecke. Auf dem restlichen Abschnitt findet kein Verkehr mehr statt. Die Quarzsand GmbH verlagerte ihre Transportlogistik Ende des 20. Jahrhunderts  trotz nach wie vor vorhandener Gleisanlagen auf Lastkraftwagen. Am Werk endet auch die bislang noch bestehende Trasse. Auf dem Teilstück nach Straach wurden inzwischen die Gleise und Schwellen abgebaut, im Bereich des Nudersdorfer Werkes zudem Teile der Schienen des Haupt- und Rangiergleises.